# Каюм-хан, Вели
Вели Каюм-хан (тур. Veli Kayyum Han, узб. Vali Qayumxon; 15 июля 1904, Ташкент — 13 августа 1993, Дюссельдорф) — туркестанский идеолог и узбекский националист, коллаборационист Второй мировой войны. Основатель Национального комитета объединения Туркестана, один из организаторов Туркестанского легиона в составе Вермахта. В послевоенный[когда?] период — активный деятель Антибольшевистского блока народов.

## Туркестанский национал-социалист
Родился в семье ташкентского (по другим данным, бухарского) торговца. В БНСР учился в педагогическом техникуме. Придерживался националистических и антикоммунистических взглядов, состоял в подпольной антисоветской организации «Кумэк».
В 1922 году по инициативе Абдурауфа Фитрата группа из 70 студентов была направлена на учёбу в Германию. В этой группе состоял и Вели Каюм. Окончил в Берлине сельскохозяйственную школу, затем Берлинский университет. Отказался возвращаться в СССР и остался в Германии. В 1926 был заочно приговорён в СССР к смертной казни.
Тесно сотрудничал с лидером и идеологом туркестанской националистической эмиграции Мустафой Шокаем, издавал вместе с ним журнал «Яш Туркестан». Установил контакт с германскими дипломатами и разведчиками.
Вели Каюм был сторонником национал-социализма, с энтузиазмом воспринял приход к власти НСДАП. Считал Третий рейх союзником туркестанского национализма.

## Военный коллаборационист
В конце 1941 внезапно скончался отказавшийся возглавить легион Мустафа Шокай. Вели Каюм заявил претензии на единоличное лидерство в туркестанской эмиграции и стал называться Вели Каюм-хан. Основал Национальный комитет объединения Туркестана (НКОТ), принял активное участие в формировании Туркестанского легиона вермахта.

В январе 1943 года сдавшийся в плен советским войскам военнослужащий национального легиона, сам родом из Казахстана, на допросе показал, что к ним в часть из Берлина приезжал узбек, представившийся как Вели Каюм-хан. Батальон был выстроен на плацу, и гость произнес речь:

«Я двадцать лет веду борьбу против большевиков. Теперь мы будем бороться вместе с вами. Немцы — наши друзья, они помогут нам освободить туркестанский народ от русского ига, этот час скоро настанет… Я буду ханом, а вы моими джигитами».— 
В то же время нацистские функционеры высказывали мнение, что Каюм-хан «не пригоден для выполнения отведенной ему роли, так как ставит своё тщеславие выше общего дела», подвержен вождизму, отстраняет способных туркестанцев, что «нанесло ущерб интересам разведывательных служб». При этом Каюм-хан вёл роскошный образ жизни, имел квартиру и персональный автомобиль. По свидетельствам бойцов Туркестанского легиона, в комитете Каюм-хана процветали доносы, взяточничество, трайбализм.
23 ноября 1944 года Каюм-хан приветствовал Пражский манифест и заявил о солидарности Туркестанского комитета с КОНР. В то же время, в книге Аркадия Васильева «В час дня, Ваше превосходительство» приводится эпизод, в котором Каюм-хан пренебрежительно отклоняет предложение генерала Власова о сотрудничестве: «Мы будем самостоятельным государством. С Россией никаких дел иметь не желаю!» Отмечалась также конкуренция Каюм-хана с ханом Николаем Йомудским (Ямуцким), представлявшим туркменских националистов.

Мы не против того, чтобы Власов стал лидером русского освободительного движения. Он может выступать от имени русского народа. Однако он не может и не должен выступать как лидер нерусских народов, проживающих на территории СССР, поскольку они, к примеру туркестанцы, видят насквозь его теперешнюю конфедеративную политику, причем на немецкой земле… Они возмущены появившимися 4 и 11 ноября на страницах газеты «Новое слово» высказываниями Власова в странной и напыщенной форме… Он играет роль Керенского… Власов должен заниматься только русским вопросом и только от имени русских!— Вели Каюм-хан, докладная записка Генриху Гиммлеру от 13 октября 1944
5 мая 1945 Вели Каюм-хан был арестован американской контрразведкой в Мариенбаде. Освобождён полтора года спустя.

## Послевоенный политэмигрант
В послевоенные[когда?] годы Вели Каюм-хан проживал в Западной Германии, сначала в Мюнхене и Миндене, затем в Дюссельдорфе. Был заметной фигурой антикоммунистической эмиграции, продолжал руководить НКОТ. Ориентировался скорее на Великобританию, чем на США. По-прежнему конкурировал за влияние на центральноазиатскую эмиграцию с казахскими и туркменскими политиками.
Одно время Каюм-хан входил в состав руководящего совета Антибольшевистского блока народов.
После распада СССР Вели Каюм-хан побывал в независимых Узбекистане и Казахстане. Он в очередной раз опроверг обвинения в убийстве Мустафы Шокая. Точная дата посещения неясна, поскольку в источниках указывается 1995 год, тогда как в других говорится, что Каюм-хан скончался в 1993.